# Rot-Weiss Essen 1987-1988
Questa voce raccoglie le informazioni riguardanti il Rot-Weiss Essen nelle competizioni ufficiali della stagione 1987-1988.

## Stagione
Nella stagione 1987-1988 il Rot Weiss Essen, allenato da Horst Hrubesch, Peter Neururer, Horst Franz e Lothar Buchmann, concluse il campionato di 2. Bundesliga al 11º posto. In Coppa di Germania il Rot Weiss Essen fu eliminato al primo turno dal Bayern Monaco.

## Rosa
| N. |                     | Ruolo | Calciatore        |
| -- | ------------------- | ----- | ----------------- |
|    | Germania (bandiera) | P     | Christian Gebauer |
|    | Germania (bandiera) | P     | Frank Kurth       |
|    | Germania (bandiera) | D     | Dieter Bast       |
|    | Germania (bandiera) | D     | Oliver Koch       |
|    | Germania (bandiera) | D     | Willi Landgraf    |
|    | Germania (bandiera) | D     | Uwe Neuhaus       |
|    | Germania (bandiera) | D     | Axel Noruschat    |
|    | Germania (bandiera) | D     | Uwe Ptok          |
|    | Germania (bandiera) | D     | Dirk Pusch        |
|    | Germania (bandiera) | D     | Frank Saborowski  |
|    | Germania (bandiera) | D     | Peter Stichler    |
|    | Germania (bandiera) | C     | Dirk Helmig       |

| N. |                       | Ruolo | Calciatore       |
| -- | --------------------- | ----- | ---------------- |
|    | Germania (bandiera)   | C     | Arthur Jeske     |
|    | Germania (bandiera)   | C     | Raschid Kartiou  |
|    | Germania (bandiera)   | C     | Detlef Laibach   |
|    | Germania (bandiera)   | C     | Manfred Mäurer   |
|    | Germania (bandiera)   | C     | Jürgen Röber     |
|    | Germania (bandiera)   | C     | Hubert Schmitz   |
|    | Germania (bandiera)   | A     | Volker Abramczik |
|    | Germania (bandiera)   | A     | Peter Ehlers     |
|    | Portogallo (bandiera) | A     | Jorge Salomao    |
|    | Germania (bandiera)   | A     | Michael Pröpper  |
|    | Germania (bandiera)   | A     | Ralf Regenbogen  |
|    | Germania (bandiera)   | A     | Uwe Wegmann      |

## Organigramma societario
Area tecnica
- Allenatore: Lothar Buchmann
- Allenatore in seconda: Jürgen Röber
- Preparatore dei portieri:
- Preparatori atletici:

## Calciomercato

### Sessione estiva
| Acquisti | Acquisti       | Acquisti          | Acquisti |
| R.       | Nome           | da                | Modalità |
| -------- | -------------- | ----------------- | -------- |
| C        | Arthur Jeske   | Kickers Stoccarda |          |
| A        | Jorge Salomao  | Portimonense      |          |
| C        | Manfred Mäurer | Union Solingen    |          |
| D        | Axel Noruschat | Werder Brema      |          |
| A        | Uwe Wegmann    | Bochum            |          |

| Cessioni | Cessioni         | Cessioni              | Cessioni |
| R.       | Nome             | a                     | Modalità |
| -------- | ---------------- | --------------------- | -------- |
| C        | Holger Buschmann | Union Solingen        |          |
| A        | Detlef Dezelak   | RW Oberhausen         |          |
| C        | Dirk Heitkamp    | Eintracht Francoforte |          |
| D        | Mátyás Jurácsik  | Wuppertal             |          |
| C        | Michael Korb     | Union Solingen        |          |
| A        | Michael Tönnies  | Duisburg              |          |

### Sessione invernale
| Acquisti | Acquisti | Acquisti | Acquisti |
| R.       | Nome     | da       | Modalità |
| -------- | -------- | -------- | -------- |

| Cessioni | Cessioni | Cessioni | Cessioni |
| R.       | Nome     | a        | Modalità |
| -------- | -------- | -------- | -------- |

## Risultati

### 2. Bundesliga

#### Girone di andata
| Arbitro: | Wiesel |

|                |           |              |
| Regenbogen 24’ | Marcatori | 36’ Seeliger |

| Arbitro: | Schmidhuber |

|            |           |                    |
| Kremer 13’ | Marcatori | 86’ (rig.) Laibach |

| Arbitro: | Löwer |

|                |           |                         |
| Regenbogen 65’ | Marcatori | 28’ Böttche 73’ Sulmann |

| Bielefeld 8 agosto 1987, ore 15:00 CEST 4ª giornata | Arminia Bielefeld | 0 – 0 referto | Rot-Weiss Essen | Bielefelder Alm (4 300 spett.)\| Arbitro: \| Tritschler \| |
| Arbitro:                                            | Tritschler        |               |                 |                                                            |

| Arbitro: | Kasper |

|                              |           |            |
| Abramczik 51’ Regenbogen 72’ | Marcatori | 43’ Kügler |

| Arbitro: | Correll |

|                            |           |               |
| Gutzler 4’ Emig 49’ (rig.) | Marcatori | 35’ Noruschat |

| Arbitro: | Müller |

|                        |           |                                    |
| Laibach 44’ Helmig 64’ | Marcatori | 14’ Grabosch 23’ Ossen 56’ Forster |

| Arbitro: | Bruch |

|                                        |           |                                 |
| Zander 38’, 69’ Wenzel 54’ Trulsen 85’ | Marcatori | 16’ Pröpper 65’ (aut.) Beermann |

| Arbitro: | Heitmann |

|                           |           |              |
| Regenbogen 62’ Helmig 75’ | Marcatori | 81’ Hellmann |

| Arbitro: | Retzmann |

|                               |           |                |
| Dezelak 6’, 43’ Schlipper 20’ | Marcatori | 74’ Regenbogen |

| Arbitro: | Merk |

|                                              |           |  |
| Helmig 18’ Laibach 50’ (rig.) Regenbogen 83’ | Marcatori |  |

| Arbitro: | Schmidt |

|           |           |  |
| Römer 31’ | Marcatori |  |

| Arbitro: | Kautschor |

|                       |           |                         |
| Neuhaus 77’ Pusch 90’ | Marcatori | 17’ Glöde 81’ Metschies |

| Arbitro: | Fux |

|              |           |             |
| Schlegel 18’ | Marcatori | 65’ Laibach |

| Arbitro: | Steinborn |

|                       |           |  |
| Wegmann 41’ Jeske 89’ | Marcatori |  |

| Arbitro: | Rubel |

|                |           |          |
| Zimmermann 51’ | Marcatori | 39’ Bast |

| Arbitro: | Kasper |

|             |           |                                |
| Neuhaus 85’ | Marcatori | 65’, 90’ Müller 77’ Würzburger |

| Arbitro: | Gochermann |

|                                                  |           |            |
| Pitten 43’, 45’ Fuchs 60’ Niggemann 67’ Gede 89’ | Marcatori | 30’ Helmig |

| Arbitro: | Föckler |

|                              |           |          |
| Pusch 38’ Laibach 65’ (rig.) | Marcatori | 14’ Sané |

#### Girone di ritorno
| Arbitro: | Albrecht |

|                     |           |              |
| Schütz 39’ Fach 82’ | Marcatori | 74’ Stichler |

| Arbitro: | Birlenbach |

|                             |           |               |
| Laibach 4’, 30’ Neuhaus 66’ | Marcatori | 89’ Wulfmeier |

| Arbitro: | Osmers |

|                    |           |           |
| van der Pütten 68’ | Marcatori | 24’ Röber |

| Arbitro: | Eli |

|                |           |            |
| Regenbogen 42’ | Marcatori | 22’ Ridder |

| Arbitro: | Correll |

|                 |           |  |
| Kuhn 74’ (rig.) | Marcatori |  |

| Arbitro: | Harder |

|                    |           |                 |
| Abramczik 69’, 86’ | Marcatori | 28’ (rig.) Emig |

| Arbitro: | Kröger |

|                                                   |           |           |
| Kurtenbach 18’ Hotić 48’ Vollmer 55’ Grabosch 63’ | Marcatori | 77’ Röber |

| Arbitro: | Schmidhuber |

|                        |           |                      |
| Koch 6’ Regenbogen 78’ | Marcatori | 42’ Zander 64’ Dahms |

| Arbitro: | Merk |

|             |           |             |
| Dinauer 19’ | Marcatori | 14’ Laibach |

| Arbitro: | Bauer |

|                                |           |           |
| Röber 36’ (rig.) Abramczik 88’ | Marcatori | 45’ Gothe |

| Arbitro: | Kröger |

|              |           |                                       |
| Okwaraji 25’ | Marcatori | 11’ Koch 34’ Abramczik 66’ Regenbogen |

| Arbitro: | Barnick |

|                |           |                         |
| Regenbogen 68’ | Marcatori | 55’ Basten 69’ Kitzmann |

| Arbitro: | Brückner |

|            |           |                |
| Marmon 70’ | Marcatori | 90’ Regenbogen |

| Arbitro: | Kruse |

|             |           |                |
| Laibach 90’ | Marcatori | 61’ Rohrbacher |

| Arbitro: | Schmidt |

|                               |           |                                |
| Stockinger 23’ Wolff 65’, 83’ | Marcatori | 25’ Wegmann 90’ (rig.) Laibach |

| Arbitro: | Gochermann |

|                                                 |           |  |
| Wegmann 20’ Helmig 33’ Mäurer 67’ Abramczik 69’ | Marcatori |  |

| Arbitro: | Brehm |

|                     |           |  |
| Hahn 17’ Müller 41’ | Marcatori |  |

| Arbitro: | Mierswa |

|             |           |  |
| Wegmann 18’ | Marcatori |  |

| Arbitro: | Eli |

|                                    |           |  |
| Sané 16’ Lay 58’ Schulz 75’ (rig.) | Marcatori |  |

### Coppa di Germania
| Arbitro: | Barnick |

|                |           |                         |
| Regenbogen 54’ | Marcatori | 37’, 54’, 77’ Wohlfarth |

## Statistiche

### Statistiche di squadra
| Competizione      | Punti | In casa | In casa | In casa | In casa | In casa | In casa | In trasferta | In trasferta | In trasferta | In trasferta | In trasferta | In trasferta | Totale | Totale | Totale | Totale | Totale | Totale | DR |
| Competizione      | Punti | G       | V       | N       | P       | Gf      | Gs      | G            | V            | N            | P            | Gf           | Gs           | G      | V      | N      | P      | Gf     | Gs     | DR |
| ----------------- | ----- | ------- | ------- | ------- | ------- | ------- | ------- | ------------ | ------------ | ------------ | ------------ | ------------ | ------------ | ------ | ------ | ------ | ------ | ------ | ------ | -- |
| 2. Bundesliga     | 34    | 19      | 10      | 5       | 4       | 35      | 23      | 19           | 1            | 7            | 11           | 18           | 37           | 38     | 11     | 12     | 15     | 53     | 60     | -7 |
| Coppa di Germania | -     | 1       | 0       | 0       | 1       | 1       | 3       | 0            | 0            | 0            | 0            | 0            | 0            | 1      | 0      | 0      | 1      | 1      | 3      | -2 |
| Totale            | 34    | 20      | 10      | 5       | 5       | 36      | 26      | 19           | 1            | 7            | 11           | 18           | 37           | 39     | 11     | 12     | 16     | 54     | 63     | -9 |

### Andamento in campionato
| Giornata  | 1 | 2  | 3  | 4  | 5  | 6  | 7  | 8  | 9  | 10 | 11 | 12 | 13 | 14 | 15 | 16 | 17 | 18 | 19 | 20 | 21 | 22 | 23 | 24 | 25 | 26 | 27 | 28 | 29 | 30 | 31 | 32 | 33 | 34 | 35 | 36 | 37 | 38 |
| --------- | - | -- | -- | -- | -- | -- | -- | -- | -- | -- | -- | -- | -- | -- | -- | -- | -- | -- | -- | -- | -- | -- | -- | -- | -- | -- | -- | -- | -- | -- | -- | -- | -- | -- | -- | -- | -- | -- |
| Luogo     | C | T  | C  | T  | C  | T  | C  | T  | C  | T  | C  | T  | C  | T  | C  | T  | C  | T  | C  | T  | C  | T  | C  | T  | C  | T  | C  | T  | C  | T  | C  | T  | C  | T  | C  | T  | C  | T  |
| Risultato | N | N  | P  | N  | V  | P  | P  | P  | V  | P  | V  | P  | N  | N  | V  | N  | P  | P  | V  | P  | V  | N  | N  | P  | V  | P  | N  | N  | V  | V  | P  | N  | N  | P  | V  | P  | V  | P  |
| Posizione | 8 | 10 | 16 | 16 | 13 | 15 | 17 | 18 | 17 | 18 | 15 | 16 | 17 | 17 | 14 | 13 | 16 | 16 | 15 | 16 | 14 | 14 | 14 | 14 | 13 | 14 | 13 | 14 | 13 | 12 | 12 | 13 | 13 | 13 | 12 | 14 | 11 | 11 |

Legenda:

Luogo: C = Casa; T = Trasferta. Risultato: V = Vittoria; N = Pareggio; P = Sconfitta.

### Statistiche dei giocatori
| Giocatore     | 2. Bundesliga | 2. Bundesliga | 2. Bundesliga | 2. Bundesliga | Coppa di Germania | Coppa di Germania | Coppa di Germania | Coppa di Germania | Totale   | Totale | Totale      | Totale     |
| Giocatore     | Presenze      | Reti          | Ammonizioni   | Espulsioni    | Presenze          | Reti              | Ammonizioni       | Espulsioni        | Presenze | Reti   | Ammonizioni | Espulsioni |
| ------------- | ------------- | ------------- | ------------- | ------------- | ----------------- | ----------------- | ----------------- | ----------------- | -------- | ------ | ----------- | ---------- |
| V. Abramczik  | 22            | 6             | 0             | 0             | 1                 | 0                 | 0                 | 0                 | 23       | 6      | 0           | 0          |
| D. Bast       | 37            | 1             | 4             | 0             | 1                 | 0                 | 0                 | 0                 | 38       | 1      | 4           | 0          |
| P. Ehlers     | 12            | 0             | 1             | 0             | 0                 | 0                 | 0                 | 0                 | 12       | 0      | 1           | 0          |
| C. Gebauer    | 2             | 0             | 0             | 0             | 0                 | 0                 | 0                 | 0                 | 2        | 0      | 0           | 0          |
| D. Helmig     | 31            | 5             | 5             | 0             | 1                 | 0                 | 0                 | 0                 | 32       | 5      | 5           | 0          |
| A. Jeske      | 10            | 1             | 1             | 0             | 0                 | 0                 | 0                 | 0                 | 10       | 1      | 1           | 0          |
| R. Kartiou    | 1             | 0             | 0             | 0             | 0                 | 0                 | 0                 | 0                 | 1        | 0      | 0           | 0          |
| O. Koch       | 34            | 2             | 6             | 0             | 1                 | 0                 | 1                 | 0                 | 35       | 2      | 7           | 0          |
| F. Kurth      | 36            | 0             | 0             | 0             | 1                 | 0                 | 0                 | 0                 | 37       | 0      | 0           | 0          |
| D. Laibach    | 36            | 10            | 4             | 0             | 1                 | 0                 | 0                 | 0                 | 37       | 10     | 4           | 0          |
| W. Landgraf   | 17            | 0             | 1             | 0             | 0                 | 0                 | 0                 | 0                 | 17       | 0      | 1           | 0          |
| M. Mäurer     | 24            | 1             | 0             | 0             | 1                 | 0                 | 0                 | 0                 | 25       | 1      | 0           | 0          |
| U. Neuhaus    | 26            | 3             | 4             | 0             | 1                 | 0                 | 0                 | 0                 | 27       | 3      | 4           | 0          |
| A. Noruschat  | 5             | 1             | 0             | 0             | 0                 | 0                 | 0                 | 0                 | 5        | 1      | 0           | 0          |
| M. Pröpper    | 30            | 1             | 1             | 0             | 1                 | 0                 | 0                 | 0                 | 31       | 1      | 1           | 0          |
| U. Ptok       | 3             | 0             | 0             | 0             | 0                 | 0                 | 0                 | 0                 | 3        | 0      | 0           | 0          |
| D. Pusch      | 35            | 2             | 5             | 1             | 1                 | 0                 | 0                 | 0                 | 36       | 2      | 5           | 1          |
| R. Regenbogen | 32            | 11            | 5             | 0             | 1                 | 1                 | 0                 | 0                 | 33       | 12     | 5           | 0          |
| J. Röber      | 16            | 3             | 1             | 0             | 0                 | 0                 | 0                 | 0                 | 16       | 3      | 1           | 0          |
| F. Saborowski | 23            | 0             | 4             | 0             | 1                 | 0                 | 0                 | 0                 | 24       | 0      | 4           | 0          |
| J. Salomao    | 3             | 0             | 1             | 0             | 0                 | 0                 | 0                 | 0                 | 3        | 0      | 1           | 0          |
| H. Schmitz    | 14            | 0             | 0             | 0             | 1                 | 0                 | 0                 | 0                 | 15       | 0      | 0           | 0          |
| P. Stichler   | 14            | 1             | 4             | 0             | 0                 | 0                 | 0                 | 0                 | 14       | 1      | 4           | 0          |
| U. Wegmann    | 28            | 4             | 7             | 0             | 0                 | 0                 | 0                 | 0                 | 28       | 4      | 7           | 0          |